# Mondial 125 Bialbero
De Mondial 125 Bialbero is een wegrace-motorfiets die door FB Mondial werd ingezet in de jaren vijftig. De naam "Bialbero" betekent "twee nokkenassen". Nadat de Mondial 125 Bialbero debuteerde in het wereldkampioenschap wegrace won drie jaar lang geen enkele andere machine een wedstrijd in het 125 cc wereldkampioenschap.
In 1949, toen het wereldkampioenschap wegrace werd ingesteld, werd ook de 125cc-klasse in de wegrace geïntroduceerd. De meeste aandacht ging uit naar de 500cc-klasse, maar in Italië werd al lang geracet met lichtere motorfietsen van 100-, 150- en 175 cc, vooral in lange-afstandswedstrijden. In het algemeen gebeurde dat met tweetaktmotoren en ook in het wereldkampioenschap wegrace waren de lichte modellen van Moto Morini, MV Agusta en Eysink voorzien van zo'n motor. Graaf Giuseppe Boselli, de eigenaar van FB (Fratelli Boselli) Mondial, vond Alfonso en Oreste Drusiani bereid een kleine viertaktmotor met dubbele bovenliggende nokkenassen te ontwerpen.

## Resultaten
- 1948: De machine debuteerde in de Grand Prix van Italië in Firenze in 1948 met Franco Lama als rijder. Hij reed eenvoudig weg bij de tweetaktconcurrentie tot hij met een gescheurde tank uitviel. Daarna ondernam men met Gino Cavanna aan het stuur een recordpoging waarbij de machine ongeveer 130 km/h haalde. Dat was 15 km/h sneller dan een 125 cc tweetakt. De Mondial was nu wel helemaal ingepakt in een eivormige volledige stroomlijnkuip. Nello Pagani kon later met gemak de Grand Prix des Nations op Monza winnen met een gemiddelde snelheid van 114,8 km/h.
- 1949: Boselli en de gebroeders Drusiani hadden zich echter wel in de kaarten laten kijken door al vóór het wereldkampioenschap hun racer te onthullen. Moto Morini en MV Agusta reageerden dan ook onmiddellijk op het succes van de Mondial en ook zij ontwikkelden voor de première van het wereldkampioenschap hun eigen viertakten. Drusiani en Mondial hadden echter al een grote technische voorsprong en Pagani won de eerste twee wedstrijden, de Grand Prix van Zwitserland en de TT van Assen. Hij reed in beide wedstrijden de snelste ronden, wat twee extra punten opleverde. Daardoor had hij de wereldtitel al na twee van de drie wedstrijden in handen. In de Grand Prix des Nations in Monza werd hij vijfde, maar daar won zijn teamgenoot Gianni Leoni. De gemiddelde racesnelheid van Leoni was 125,38 km/h, een winst van 9% binnen één jaar. Zijn snelste ronde was 127,77 km/h.
- 1950: In 1950 vertrok Nello Pagani naar het 500 cc team van Gilera, maar Bruno Ruffo, de 250 cc wereldkampioen van 1949, reed in 1950 naast de 250 cc Moto Guzzi Gambalunghino ook de 125 cc Mondial. Opnieuw werden alle wedstrijden gewonnen door Mondial-coureurs: Assen door Ruffo, de Ulster Grand Prix door Ubbiali en Monza door Gianni Leoni. Ruffo werd wereldkampioen, Leoni tweede en Ubbiali derde. Carlo Ubbiali reed de snelste ronde op Monza met een gemiddelde van 135,64 km/h, weer 6% sneller dan in 1949.
- 1951: 1951 Was een vreemd jaar voor het team van FB Mondial. Sportief gezien was het succes groter dan ooit, maar het team verloor drie coureurs in dit jaar. Guido Leoni (niet verwant met Gianni Leoni) was net toegetreden tot het 125 cc-team van FB Mondial. Hij won meteen de eerste wedstrijd, de Grand Prix van Spanje. In dat jaar werd tijdens de Isle of Man TT voor het eerst de 125cc-klasse toegelaten in de Ultra-Lightweight TT, maar daar werd Guido niet naartoe gestuurd. Hij reed op dezelfde dag een Italiaanse kampioenrace op het stratencircuit van Ferrara. Bij een val raakte hij zwaargewond en hij overleed aan zijn verwondingen, net als zijn teamgenoot Raffaele Alberti. Intussen won Cromie McCandless de Ultra-Lightweight TT. Hij was speciaal aangetrokken vanwege zijn kennis van de lange Snaefell Mountain Course op Man. In Assen won Gianni Leoni. Toen volgde de Ulster Grand Prix, maar tijdens de training verongelukten Gianni en de Moto Guzzi 500 cc-coureur Sante Geminiani. Uiteindelijk bleven er nog slechts vier starters in de 125cc-klasse over en de FIM besloot de uitslag te schrappen. In Monza won Carlo Ubbiali. Ubbiali werd dankzij twee tweede plaatsen wereldkampioen. Gianni Leoni werd postuum tweede in het wereldkampioenschap, Cromie McCandless werd derde, Guido Leoni werd postuum vijfde en Raffaele Alberti werd postuum tiende.
- 1952: In 1952 beleefde het 125cc-raceteam van Mondial een behoorlijke terugval. Dat kwam nog niet eens zozeer door de concurrentie die beter werd, maar doordat men vanaf 1950 ook straatmotoren en productieracers ging maken. Voor een fabriek die zich tot dat moment bezig had gehouden met triporteurs en kleine vrachtauto's was dat een hele stap, die veel vergde van de tijd van de ontwerpers. Er moest ook productieruimte komen, want de racers werden gebouwd in de werkplaatsen van Oreste Drusiani. De Mondial 125 Monoalbero productieracer moest privérijders in staat stellen de naam "Mondial" bekend te maken in nationale en regionale wedstrijden, en de 175 cc versie moest presteren in de lange-afstandsraces die in Italië nog steeds populair waren. Dit alles, plus het verlies van drie fabriekscoureurs in 1951, betekende dat Carlo Ubbiali de wereldtitel moest afstaan aan Cecil Sandford op de MV Agusta 125 Bialbero. Ubbiali won geen enkele wedstrijd maar eindigde als tweede in het wereldkampioenschap van 1952. De topsnelheid van de 125 Bialbero was intussen gestegen naar ca. 150 km/h en de snelste ronde op Monza was 137,48 km/h.
- 1953: In 1953 werd de Monoalbero in 125- en 175 cc uitvoering voor het eerst ingezet. Mondial trok zich terug uit het wereldkampioenschap wegrace, maar de privérijders Lo Simons en Georg Braun wisten toch nog enkele punten te scoren met de Monoalbero.
- 1954: Gedurende het seizoen van 1953 had Alfonso Drusiani de 125 Bialbero grondig herzien. In 1954 werd de jonge veelbelovende Tarquinio Provini aangetrokken. Hij was in 1949, 1950 en 1953 Italiaans 125 cc kampioen geworden. In 1949 deed hij dat zelfs met een valse licentie, omdat hij nog maar zestien jaar oud was. In zijn eerste WK-jaar werd hij met de 125 Bialbero vierde in het wereldkampioenschap.
- 1955: In 1955 had men weer meer fabrieksrijders in dienst, maar de Bialbero kon geen vuist meer maken tegen de MV Agusta's, waar nu Carlo Ubbiali, Luigi Taveri en Remo Venturi in dienst waren. Giuseppe Lattanzi presteerde niet onverdienstelijk, maar verongelukte op 19 juni tijdens de Milaan - Taranto lange-afstandsrace. Tarquinio Provini concentreerde zich op de 250cc-klasse, met een door Drusiani veel te groot opgeboorde 217 cc Bialbero, die helemaal niet op kon tegen de NSU Sportmax, de Moto Guzzi Bialbero 250 en de MV Agusta 250. Drusiani stortte zich daarna op een nieuwe, vrij lompe en veel te zware 250 cc paralleltwin.
- 1956: Ook 1956 was een verloren jaar. Provini scoorde punten in de 125 cc Grand Prix van Duitsland en in Monza, maar werd slechts vierde nu ook Gilera met de 125 GP tweecilinder een concurrent was geworden. Pas aan het einde van dit seizoen kwam Alfonso Drusiani tot het besef dat hij terug moest keren naar het "eenvoudige" concept van de 125 cc en 250 cc eencilinders.
- 1957: In 1957 kwam het team van FB Mondial weer beslagen ten ijs, zowel in de 125- als de 250cc-klasse. De motorblokken waren gemoderniseerd en de 250 was nu een volwaardige 249,2 motor geworden, hoewel de boring van 75 mm nog enorm was ten opzichte van de slag van 56, 4 mm. De 125cc-motor had nog steeds vier versnellingen, maar de 250 had er zes. Er waren echter ook vijf- en zeven versnellingen mogelijk. Cecil Sandford won de Lightweight TT en Tarquinio Provini won de Ultra-Lightweight TT, die beiden op de Clypse Course op het eiland Man verreden werden. Ze werden beiden wereldkampioen in hun klasse. De topsnelheid van de 125cc-machine bedroeg inmiddels ongeveer 185 km/h.

## Il momento perfetto
"Het perfecte moment" noemde graaf Giuseppe Boselli later het seizoen van 1957. Dit kon nooit meer verbeterd worden. Aan het einde van het seizoen werd hij benaderd door de managers van Moto Guzzi en Gilera, die vanwege de hoge kosten uit het wereldkampioenschap wegrace wilden stappen. Boselli ging akkoord en ook FB Mondial trok zich in dat jaar terug. Voor Mondial waren de kosten ook hoog, en motorfietsen waren niet het belangrijkste product van het bedrijf. De racers werden echter geen museumstukken. Boselli stelde er prijs op ze te conserveren, maar waar mogelijk moesten ze ook rijden. Zo konden Mike Hailwood, Norman Surtees en Brian Ball en een groot aantal andere privérijders ze nog tot in de jaren zestig gebruiken. Hij hield zelfs de race-afdeling in stand om deze privérijders met Bialbero's en Monoalbero's technisch te ondersteunen. Uiteindelijk hielp hij Oreste Daddario met het opzetten van een Mondial Owner's Club die voor de restauratie en het behoud van de oude racers zorgde.

## Techniek

### Motor
Naar goed Italiaans voorbeeld (o.a. van Moto Guzzi) had de motor een buitenliggend vliegwiel, waardoor het carter smal en daardoor stijf gehouden kon worden en ook de krukaslagers dicht bij elkaar lagen. De achterste (inlaat)nokkenas werd door een koningsas aangedreven en tandwielen dreven de voorste nokkenas aan. Het kleppenmechanisme was in de cilinderkop gebouwd, maar de haarspeldklepveren lagen buiten. Het was een blokmotor met een ingebouwde versnellingsbak. Hij had magneetontsteking en een Dell'Orto carburateur. De motor leverde al meteen 12 pk bij 9.000 tpm, maar kon gemakkelijk tot 11.000 tpm opgejaagd worden. In 1952 produceerde de motor al 15 pk bij 10.000 tpm, in de laatste versie van 1957 leverde de 125cc-motor 18 pk bij 12.000 tpm. In 1957 was de magneetontsteking vervangen door een accu-bobine-ontsteking.

### Aandrijving
De Mondial had een meervoudige natte platenkoppeling en een vierversnellingsbak. De aandrijving naar het achterwiel gebeurde met een ketting aan de rechterkant. Ook typisch Italiaans was dat de ketting om de achterste remtrommel liep. Soms leverde dat problemen op doordat kettingvet in de trommel kon komen.

### Rijwielgedeelte
Het frame was een dubbel wiegframe dat eigenlijk vrij ouderwets was. Er was nog een uit plaatwerk opgetrokken girder voorvork met een centrale veer gemonteerd. Achter was de machine voorzien van plunjervering. De trommelrem aan de voorkant was vrij groot en sterk voor de tijd. Het totaalgewicht bleef met olie en benzine ruim onder de 90 kg. Bij de eerste versie gebruikte men nog een brandstoftank die van de Moto Guzzi Albatros was "geleend". Vrijwel vanaf het begin werden kleine stroomlijnkuipjes gebruikt, hoewel dat in de eerste jaren niet meer dan stuurkuipjes en tophalfs waren. Rond 1956 gebruikte ook Mondial de volledige druppelstroomlijn, die het hele voorwiel omsloot, maar ook de achterkant van de motor. In 1957 was het frame helemaal veranderd en veel moderner. Er was een telescoopvork gemonteerd en achter een swingarm met twee schokdempers.

## Technische gegevens
| Periode              | 1948-1957                                                                          |          |          |
| Categorie            | fabrieksracer                                                                      |          |          |
| Motortype            | kopklepmotor met dubbele bovenliggende nokkenassen                                 |          |          |
| Bouwwijze            | dwarsgeplaatste eencilinder                                                        |          |          |
| Boring               | 53 mm                                                                              | 53 mm    | 53 mm    |
| Slag                 | 56 mm                                                                              | 56 mm    | 56 mm    |
| Cilinderinhoud       | 123,5 cc                                                                           | 123,5 cc | 123,5 cc |
| Brandstofvoorziening | Dell'Orto carburateur                                                              |          |          |
| Max. Vermogen        | 1948: 12 pk bij 9.000 tpm 1952: 15 pk bij 10.000 tpm 1957: 18 pk bij 12.000 tpm    |          |          |
| Koppeling            | meervoudige natte platenkoppeling                                                  |          |          |
| Versnellingen        | 4 voetgeschakeld (in 1956 ook 5 voetgeschakeld)                                    |          |          |
| Eindaandrijving      | ketting                                                                            |          |          |
| Rijwielgedeelte      | dubbel wiegframe, buisframe                                                        |          |          |
| Voorvork             | girder plaatwerkvork vanaf ca. 1955: telescoopvork                                 |          |          |
| Achterbrug           | Plunjervering vanaf ca. 1955: Swingarm met twee hydraulische veer/demperelementen. |          |          |
| gewicht              | <90 kg zonder stroomlijn                                                           |          |          |